# MicroSD
MicroSD (Micro Secure Digital), é um padrão de memória flash não volátil desenvolvido pela SD Association para uso em dispositivos portáteis. Inicialmente utilizado apenas em telefones celulares devido às suas medidas reduzidas e sua capacidade de armazenamento, aparelhos multimídia portáteis e dispositivos de armazenamento externos USB.
Com o tamanho aproximado de uma unha, é atualmente o formato de memória flash comercialmente disponível com as menores dimensões. Tem cerca de um quarto do tamanho de um cartão SD padrão mas pode ser utilizado com um adaptador que permite a utilização do cartão microSD em dispositivos com o slot SD.
Atualmente, os cartões microSD estão disponíveis nas seguintes capacidades; 128MB, 256MB, 512MB, 1GB, 2GB, 4GB, 8GB, 16GB, 32GB, 64GB, 128GB, 200GB, 256GB, 400GB em janeiro de 2018, 512GB pela empresa Integral Memory.

## História
Os cartões de memória flash Secure Digital miniaturizados removíveis (microSD) foram originalmente chamados de T-Flash ou TF, abreviações de TransFlash. Os cartões TransFlash e microSD são funcionalmente idênticos, permitindo que um funcione em dispositivos feitos para o outro. A SanDisk concebeu o microSD quando seu Chief Technology Officer e o CTO da Motorola concluíram que os cartões de memória atuais eram muito grandes para telefones celulares.
O cartão foi originalmente chamado de T-Flash, mas pouco antes do lançamento do produto, a T-Mobile enviou uma carta de cessar e desistir alegando que a T-Mobile possuía a marca registrada em T-(qualquer coisa), e o nome foi alterado para TransFlash.
Na CTIA Wireless 2005, A SD Association anunciou o pequeno fator de forma microSD junto com a formatação digital segura SDHC de alta capacidade superior a 2 GB (2000 MB) com uma velocidade de leitura e gravação mínima sustentada de 17,6 Mbit / s. A SD Association aprovou a especificação final do microSD em 13 de julho de 2005. Inicialmente, os cartões microSD estavam disponíveis nas capacidades de 32, 64 e 128 MB.
O Motorola E398 foi o primeiro telefone móvel a conter um cartão TransFlash (posteriormente microSD). Alguns anos depois, seus concorrentes começaram a usar cartões microSD.

## Especificações
|                        | SD         |
| ---------------------- | ---------- |
| Largura                | 24 mm      |
| Comprimento            | 32 mm      |
| Profundidade           | 2,1 mm     |
| Volume                 | 1 596 mm3  |
| Peso                   | Aprox. 2g  |
| Tensão                 | 2,7 - 3,6V |
| Proteção anti-gravação | Sim        |
| Proteção de Copyright  | CPRM       |
| Proteção nos terminais | Sim        |
| Número de pinos        | 9 pinos    |

## Compatibilidade e diferentes tipos de cartões
Os cartões microSD existem em duas versões: a microSD clássica (versão 1.0 e 1.1 da interface SD) que possui uma capacidade de estocagem de 16 MB a 2 GB, e a microSDHC (norma SD 2.0) que possui uma capacidade de estocagem de 4 GB a 64 GB. Os cartões microSD clássicos poderiam perfeitamente atingir a casa dos 4GB, mas a norma oficial limita a capacidade a 2GB por razões de compatibilidade na formatação.
Os cartões microSDHC podem chegar a 32GB e são divididos em classes (classes 2, 4, 6 e 10) que indicam a velocidade desses cartões. Os melhores microSDHC são as da Classe 10 (podem atingir até 12 MB/s em escrita). O número da classe pode ser encontrada no próprio cartão, envolvido por um círculo. Assim como os cartões SDHC, os cartões microSDHC precisam de um aparelho compatível para que possam ser lidos.
| Classe | Taxa de leitura/gravação mínima | Recomendado para                                             |
| ------ | ------------------------------- | ------------------------------------------------------------ |
| 2      | 2MB/s                           | Celulares, câmeras até 12MP e filmadoras comuns              |
| 4      | 4MB/s                           | Câmeras maiores de 12MP e vídeo HD                           |
| 6      | 6MB/s                           | Câmeras maiores de 12MP e vídeo Full HD                      |
| 10     | 10MB/s                          | Câmeras profissionais e vídeo HD ou Full HD com câmera lenta |

Já os cartões microSDXC podem atingir até 2TB de capacidade. Com a sua introdução, foram criadas também novas classes de velocidade, conforme a tabela a seguir:
| Classe       | Taxa de leitura/gravação mínima | Recomendado para                                               |
| ------------ | ------------------------------- | -------------------------------------------------------------- |
| UHS 1 ou V10 | 10MB/s                          | Equivalente à Classe 10 antiga, apropriado para câmeras até 4K |
| UHS 3 ou V30 | 30MB/s                          | Câmeras Full HD, 4K e 8K                                       |
| V60          | 60MB/s                          | Câmeras 4K e 8K                                                |
| V90          | 90MB/s                          | Câmeras 8K                                                     |